# Jamaica i olympiska sommarspelen 1984
Jamaica deltog med 45 deltagare vid de olympiska sommarspelen 1984 i Los Angeles. Totalt vann de en silvermedalj och två bronsmedaljer.

## Medaljer

### Silver
- Raymond Stewart, Al Lawrence, Greg Meghoo och Don Quarrie - Friidrott, 4 x 100 meter stafett.

### Brons
- Merlene Ottey - Friidrott, 100m.
- Merlene Ottey - Friidrott, 200m.

## Friidrott
Herrarnas 400 meter
- Bertland Cameron
  - Heat — 46,14
  - Kvartsfinal — 45,15
  - Semifinal — 45,10 (→ gick vidare, men startade inte i finalen på grund av skada)

- Devon Morris
  - Heat — 45,80
  - Kvartsfinal — 46,14 (→ gick inte vidare)

- Mark Senior
  - Heat — 46,73
  - Kvartsfinal — 46,50 (→ gick inte vidare)

Herrarnas maraton
- Derrick Adamson — 2:25:02 (→ 52:a plats)

Herrarnas höjdhopp
- Desmond Morris
  - Kval — 2,15m (→ gick inte vidare)

Damernas 400 meter häck
- Sandra Farmer
  - Heat — 57,06
  - Semifinal — 56,05
  - Final — 57,15 (→ 8:e plats)

- Averill Dwyer-Brown
  - Heat — 58,42 (→ gick inte vidare)

Damernas längdhopp
- Dorothy Scott
  - Kval — 6,47 m
  - Final — 6,40 m (→ 10:e plats)

Damernas diskuskastning
- Marlene Lewis
  - Kval — 49,00m (→ gick inte vidare)